# Peter Mansfield
Peter Mansfield (Lambeth, Londres, 9 de octubre de 1933 - 8 de febrero de 2017) fue un físico británico galardonado con el Premio Nobel de Fisiología o Medicina del 2003 por invención y desarrollo de la imagen por resonancia magnética nuclear. Compartido con Paul Christian Lauterbur

## Carrera
Después de su doctorado, Mansfield fue invitado a una investigación postdoctoral con Charlie Slichter en la Universidad de Illinois en Urbana-Champaign , donde llevó a cabo un estudio de RMN de metales dopados.
En 1964 regresó a Inglaterra para ocupar un puesto como profesor en la Universidad de Nottingham, donde pudo continuar sus estudios en RMN de pulsos múltiples. Fue nombrado sucesivamente profesor titular en 1968 y lector en 1970. Durante este período, su equipo desarrolló el equipo de resonancia magnética con la ayuda de subvenciones del Consejo de Investigación Médica. No fue hasta la década de 1970 con los desarrollos de Paul Lauterbur y Mansfield que la RMN se pudo utilizar para producir imágenes del cuerpo. En 1979 Mansfield fue nombrado profesor del Departamento de Física hasta su jubilación en 1994.
- 1962: Investigador asociado, Departamento de Física, Universidad de Illinois
- 1964: Profesor del Departamento de Física de la Universidad de Nottingham.
- 1968: Profesor titular del Departamento de Física de la Universidad de Nottingham.
- 1970: Lector, Departamento de Física, Universidad de Nottingham
- 1972–73: Visitante sénior, Instituto Max Planck de Investigación Médica , Heidelberg
- 1979: Profesor del Departamento de Física de la Universidad de Nottingham.
- A Mansfield se le atribuye la invención de la "selección de cortes" para la resonancia magnética y la comprensión de cómo las señales de radio de la resonancia magnética se pueden analizar matemáticamente, lo que hace posible la interpretación de las señales en una imagen útil. También se le atribuye el descubrimiento de la rapidez con la que se pueden obtener imágenes mediante el desarrollo del protocolo de resonancia magnética llamado imágenes eco-planas . Las imágenes eco-planas permiten que las imágenes ponderadas en T2 se recopilen muchas veces más rápido de lo que era posible anteriormente.[3][4] También ha hecho factible la resonancia magnética funcional (fMRI).